# Eberhard Finckh
Eberhard Finckh (ur. 7 listopada 1899 w Kupferzell, zm. 30 sierpnia 1944 w Berlinie) – niemiecki oficer Wehrmachtu w randze obersta. Służył w czasie II wojny światowej, był przydzielony do sztabu generalnego. Był jednym z członków ruchu oporu, który zorganizował zamach na Hitlera 20 lipca 1944.